# Parthenope (genre)
Genre
Synonymes
- Lambrus Leach, 1815[2]

Parthenope est un genre de crabes de la famille des Parthenopidae.

## Taxonomie
Ne pas confondre ce genre Parthenope Weber, 1795, avec le genre Parthenope Velen. (en), 1934, regroupant des champignons de l'ordre des Helotiales.

## Liste des espèces
Selon World Register of Marine Species (4 avril 2018) :
- Parthenope agona (Stimpson, 1871)
- Parthenope chondrodes Davie & Turner, 1994
- Parthenope horrida (Linnaeus)
- Parthenope longimanus (Linnaeus, 1758)
- Parthenope sinensis Shen, Dai & Chen, 1982